# Praxis des Internationalen Privat- und Verfahrensrechts
Die Praxis des Internationalen Privat- und Verfahrensrechts (IPRax) ist eine juristische Fachzeitschrift aus dem Gieseking Verlag. Sie erscheint seit Januar 1981 alle zwei Monate und informiert über wesentliche Entwicklungen im internationalen Privatrecht und internationalen Zivilverfahrensrecht. Sie richtet sich an Wissenschaft und Praxis und enthält Abhandlungen, Rechtsprechungsrezensionen und Gesetzesvorhaben.

## Herausgeber
- Dieter Henrich
- Christine Budzikiewicz
- Burkhard Hess
- Stefan Huber
- Erik Jayme
- Herbert Kronke
- Heinz-Peter Mansel
- Karsten Thorn

Schriftleiter ist Heinz-Peter Mansel.

## Zitierweise
Beiträge und Urteile aus der Praxis des Internationalen Privat- und Verfahrensrechts werden üblicherweise folgendermaßen zitiert:
- BGH, IPRax 2005, 142 (Urteil des BGH – Az. II ZR 134/02 – veröffentlicht im Jahr 2005 ab der Seite 142)
- Jud, IPRax 2005, 104 (Aufsatz von Brigitte Jud zum Thema Die Aufrechnung im internationalen Privatrecht, veröffentlicht im Jahr 2005 ab der Seite 104)

Wird auf eine spezielle Seite innerhalb eines Urteils oder Aufsatzes verwiesen, so wird diese mit einem Komma angehängt (BGH, IPRax 2005, 142, 143).